# Charles Magnusson
För hotellinnehavaren, se Charles Magnusson (hotelldirektör)
Charles Fredrik Magnusson, född 26 januari 1878 i Göteborg, död 18 januari 1948 i Stockholm, var en svensk producent, fotograf, filmbolagsdirektör, regissör och manusförfattare m.m.

## Biografi
Magnusson började som filmjournalist och filmkritiker. 1905 köpte han en biograf där han visade filmer som han själv producerat. För att utöka antalet filmer att visa publiken började han importera filmer från utlandet. Han anställdes av AB Svenska Biografteatern (Svenska Bio) 1909 som chef för fotoavdelningen och blev senare samma år direktör för företaget - en post han besatte till 1928. Medan han arbetade för företaget regisserade han också några filmer och var producent för ett flertal. Charles Magnusson är begravd på Norra begravningsplatsen i Stockholm.

## SF och Ivar Kreuger
Charles Magnusson blev bekant med Ivar Kreuger av en slump någon gång 1912–1913 när biografen Röda Kvarn som tillhörde Svensk Biografteater där Charles Magnusson var chef, var tvingad att flytta från sin ursprungliga plats på Hamngatan för att göra plats för nya NK-huset (som uppfördes av byggföretaget Kreuger & Toll 1913–1914). En mäklare tipsade om en obebyggd tomt på Biblioteksgatan som visade sig tillhöra Ivar Kreuger inom Fastighetsbolaget Hufvudstaden AB som ägdes av Kreuger. Det resulterade i att Ivar Kreuger ordnade så att biografen Röda Kvarn kunde inrättas i den fastighet som var planerad på tomten. Ivar Kreuger blev genom kontakten med Charles Magnusson intresserad av filmindustrin som investeringsobjekt och gick in som majoritetsägare i Svensk Filmindustri (SF) när bolaget grundades 1919.

## Skärgårdstur 1924
I juni 1924 vid midsommartid när dåtidens mest populära amerikanska filmstjärnor Mary Pickford och Douglas Fairbanks var på besök i Stockholm blev de via Charles Magnusson bjudna på en rundtur i Stockholms skärgård av Ivar Kreuger i hans båt M/Y Loris. Med på färden var också Greta Garbo med flera. Färden utgick från Ivar Kreugers representationsvilla Villa Ugglebo vid Lilla Skuggan på Norra Djurgården ut till Charles Magnussons sommarställe på Skarpö norr om Vaxholm och vidare via Lindalssundet ut till Ivar Kreugers sommarställe på Ängsholmen i Kanholmsfjärden. På kvällen bjöd SF på middag på Grand Hotel i Saltsjöbaden. En film på cirka sex minuter från besöket i Stockholm, gjord av SF, finns i Sveriges Radios SF-arkiv, där man ser delar av båtfärden.

## Filmmanus
- 1912 – De svarta maskerna
- 1912 – Dödsritten under cirkuskupolen
- 1912 – Ett hemligt giftermål eller Bekännelsen på dödsbädden
- 1913 – Löjen och tårar
- 1914 – Det röda tornet

## Producent
- 1907 – Bilder från Fryksdalen
- 1907 – Krigsbilder från Bohuslän
- 1908 – Resa Stockholm-Göteborg genom Göta och Trollhätte kanaler
- 1908 – Göta Elf-katastrofen
- 1917 – Tösen från Stormyrtorpet
- 1917 – Terje Vigen
- 1918 – Berg-Ejvind och hans hustru
- 1919 – Hans nåds testamente
- 1919 – Ingmarssönerna
- 1920 – Karin Ingmarsdotter
- 1921 – Körkarlen